# ميك باركر
ميك باركر (بالإنجليزية: Mick Parker)‏ هو مصمم جرافيك أسترالي، ولد في 10 مارس 1973 في ملبورن في أستراليا، وتوفي في 4 يونيو 2009.